# Artère thyroïdienne inférieure
Pour les articles homonymes, voir artère thyroïdienne.

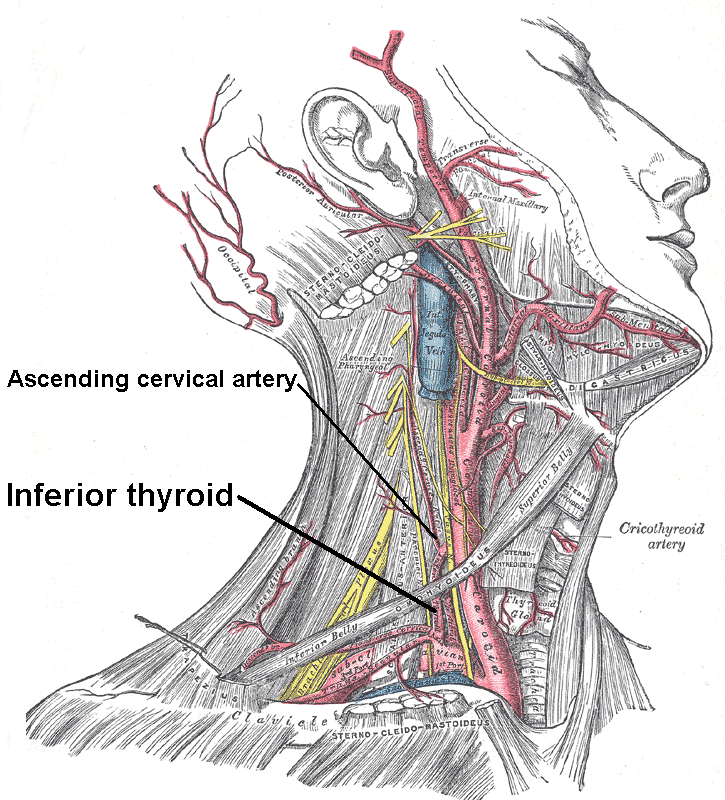
L'artère thyroïdienne inférieure.

L’artère thyroïdienne inférieure (arteria thyreoidea inferior en latin) naît de l'artère subclavière pour s'achever dans la partie inférieure de la glande thyroïde.

## Description
- Origine : elle naît de la partie supérieure de l'artère subclavière, en avant et un peu en dehors de l'artère vertébrale à peu près au niveau de l'artère mammaire interne. Elle nait assez fréquemment par un tronc avec l'artère scapulaire supérieure, l'artère scapulaire postérieure ou les deux.
- Trajet : elle se dirige d'abord verticalement vers le haut devant le muscle scalène antérieur puis se coude à angle droit au niveau de l'articulation entre les sixième et septième vertèbres cervicales pour se diriger en avant et en dedans, passe entre l'artère carotide primitive et les muscles prévertébraux puis se courbe à nouveau vers le haut pour se diriger vers la partie inférieure postéro-latérale de la glande thyroïde.
- Terminaison; elle s'achève par deux ou trois branches terminales: latérale, postérieure et médiale[2] qui s'anastomosent entre elles, avec les branches de l'artère thyroïdienne inférieure controlatérale et avec celles des artères thyroïdiennes supérieures.

## Collatérales

### Artère cervicale ascendante
Elle nait au niveau de la première courbure de l'artère thyroïdienne mais elle continue de monter devant le muscle scalène antérieur, en dedans du nerf phrénique, jusqu'à la partie supérieure du cou où elle s'épuise. Au cours de son trajet, elle donne des branches pour les muscles du cou (muscle grand droit antérieur de la tête, muscles intertransversaires cervicaux, muscle élévateur de la scapula, muscles complexus) et des rameaux qui vont s'anastomoser avec les branches spinales de l'artère vertébrale.

### Autres collatérales
Elle donne des branches qui vont vasculariser le muscle long du cou, le muscle sterno-hyoïdien, le muscle sterno-thyroïdien et surtout l'œsophage et la trachée-artère.

## Pratique clinique
Importance de l'artère dans sa fonction de vascularisation de la thyroïde. Une atteinte de l'artère peut entraîner des problèmes pour parler, respirer, avaler et bouger la tête.
Une section accidentelle en cas de chirurgie peut entraîner une hypoparatyroïdie.
Il est également possible de mesurer le débit et la pression sanguine pour détecter certaines pathologies comme la maladie de Graves.